# 英雄联盟甲级职业联赛
英雄聯盟甲級職業聯賽（LOL Secondary Pro League），簡稱，是《英雄联盟》中国大陆地区的第二級职业联赛。

## 賽制改革
自2017年夏季賽開始，英雄聯盟職業聯賽將仿造美國職業籃球聯賽進行改革。
1. 自2017年夏季賽開始，取消升降級制度。
2. 英雄聯盟甲級職業聯賽與城市英雄爭霸賽合並為“英雄聯盟發展聯盟”（LOL Development League），每年發展聯盟誕生一支隊伍晉級職業聯盟。

## 外部連結
- 《英雄联盟》中国内地官方网站 （页面存档备份，存于）（简体中文）
- 英雄联盟甲级职业联赛 （页面存档备份，存于）（简体中文）